# 5 Kresowa Dywizja Zmechanizowana

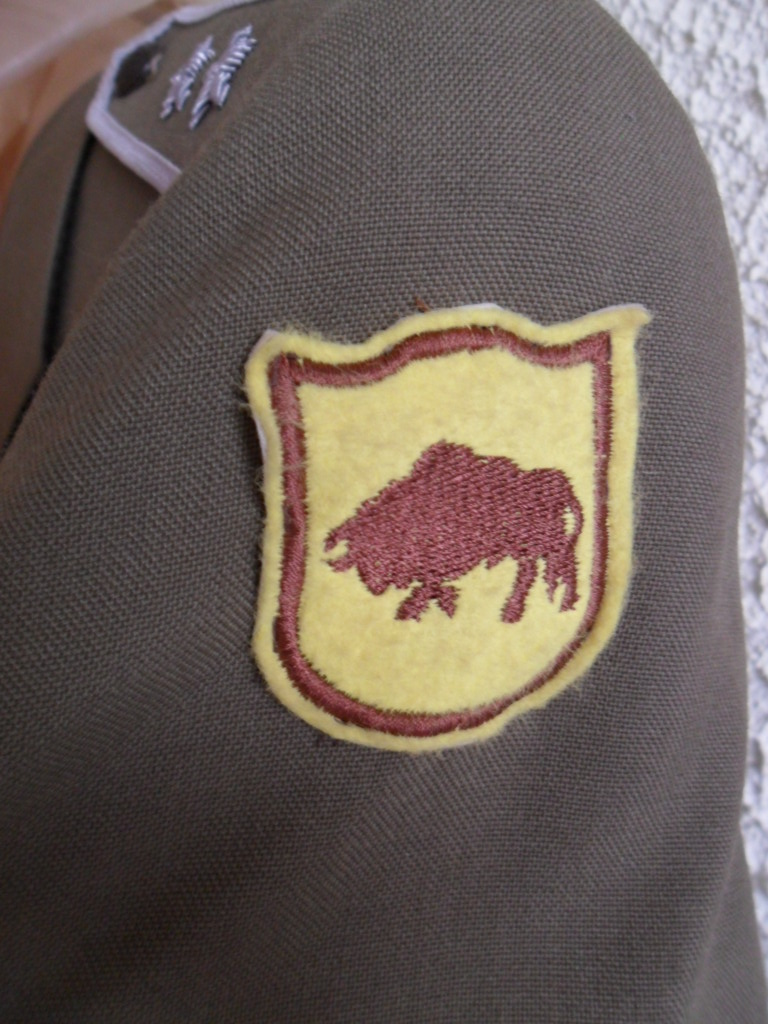
Emblemat z żubrem noszony na rękawie munduru wyjściowego żołnierzy zawodowych 5 KDZ

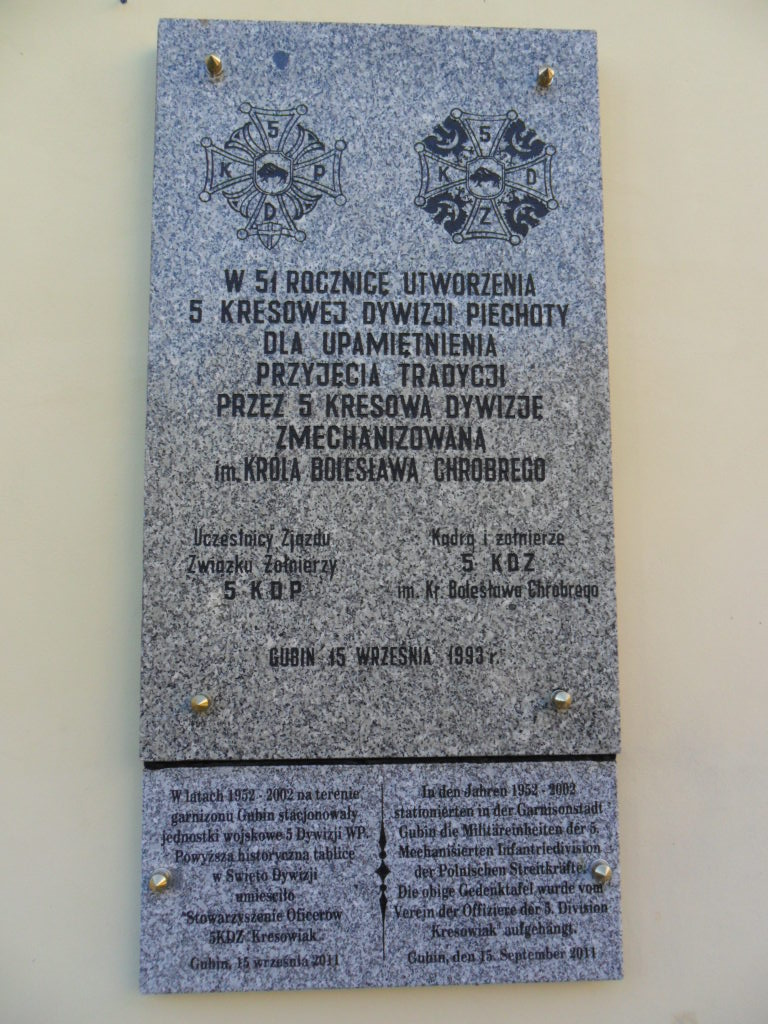
Tablica upamiętniająca przyjęcie tradycji 5 Kresowej Dywizji Piechoty przez 5 Kresową Dywizję Zmechanizowaną

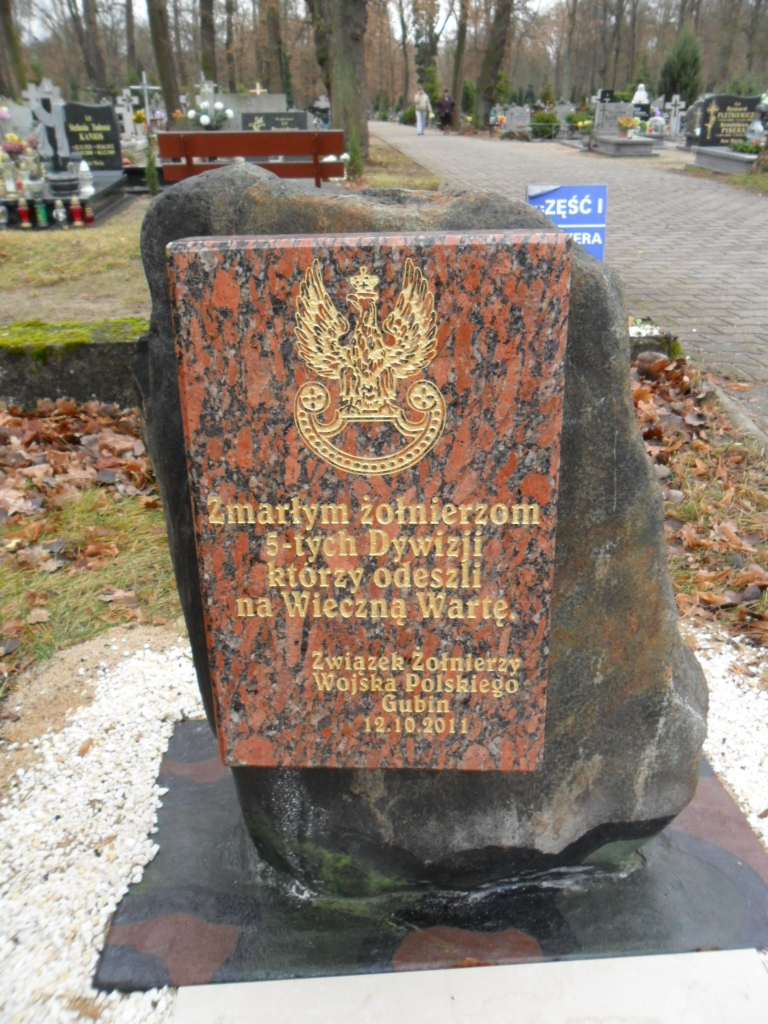
Tablica znajdująca się na cmentarzu komunalnym w Gubinie, upamiętniająca zmarłych żołnierzy 5 Dywizji.

5 Kresowa Dywizja Zmechanizowana im. Króla Bolesława Chrobrego – związek taktyczny Sił Zbrojnych RP okresu transformacji ustrojowej.

## Historia
W 1990, w wyniku zmian restrukturyzacyjnych w Wojsku Polskim, 5 Saską Dywizję Pancerną przeformowano na zmechanizowany związek taktyczny.
Rozwiązano 23 pułk czołgów średnich ze Słubic, a pozostałe pułki ogólnowojskowe przekształcono w pułki zmechanizowane (zunifikowane). Dywizja przyjęła nazwę 5 Dywizja Zmechanizowana.
Z 4 Dywizji Zmechanizowanej przejęto 22 pułk artylerii, 24 dywizjon rakiet taktycznych, 97 dywizjon artylerii przeciwpancernej i 5 batalion saperów. W zamian za to przekazano jednostki garnizonu kostrzyńskiego.
11 października 1996 roku w ramach kontroli stopnia realizacji przedsięwzięć organizacyjnych związanych z powstaniem i funkcjonowaniem MSS (Miejsce Składowania Sprzętu) gościł w Gubinie dowódca ŚOW gen. dyw. Janusz Ornatowski, któremu towarzyszył pełniący obowiązki dowódcy 5 KDZ płk Lech Kamiński.
24 września 1998 roku przebywał z wizytą w mieście ostatni prezydent RP na uchodźstwie Ryszard Kaczorowski. Gościa podjął ostatni dowódca 5 KDZ płk Lech Kamiński. Odbyło się spotkanie z kadrą sztabu dywizji podczas którego prezydent interesował się losami żołnierzy po rozwiązaniu dywizji.
30 grudnia 1998 roku płk Lech Kamiński złożył meldunek zastępcy dowódcy Śląskiego Okręgu Wojskowego gen. Aleksandrowi Topczakowi o rozwiązaniu 5 Kresowej Dywizji Zmechanizowanej im. Króla Bolesława Chrobrego.
W 1998 w wyniku zmniejszania liczebności wojsk III RP dywizję rozformowano, a na bazie oddziałów stacjonujących w Gubinie sformowano 5 Kresową Brygadę Zmechanizowaną. Brygada funkcjonowała do 2001 r.

## Tradycje
15 września 1993 dywizja przyjęła dziedzictwo tradycji Dywizji Wojska Polskiego oznaczonych cyfrą "5", nadano jej nazwę wyróżniającą "Kresowa" i imię Króla Bolesława Chrobrego. Z tej okazji przed budynkiem sztabu odsłonięto tablicę pamiątkową poświęconą pamięci żołnierzy wszystkich piątych dywizji piechoty WP. Gościem honorowym na uroczystości była żona gen. Andersa - Irena Anders, zaś replikę sztandaru 5 Kresowej Dywizji Piechoty przekazał dowódcy 5 DZ ppłk Walter Szczepański, prezes Związku Żołnierzy 5 Kresowej Dywizji Piechoty. Symbolem dywizji został szarżujący żubr. Nowe tradycje przyjęły również podporządkowane 5 KDZ oddziały: 5 pułk artylerii przeciwlotniczej w Gubinie, 13 pułk zmechanizowany w Kożuchowie i 5 pułk artylerii w Sulechowie.
Były to:
- Dywizja Polska 1808 - 1813
- 5 Dywizja Piechoty 1831
- 5 Lwowska Dywizja Piechoty 1918 - 1939
- 5 Lwowska Dywizja Piechoty AK 1944
- 5 Wileńska Dywizja Piechoty 1941 - 1943
- 6 Lwowska Dywizja Piechoty 1941 - 1943
- 5 Kresowa Dywizja Piechoty 1943 - 1946

Odznaka dywizyjna
Odznakę wykonano w kształcie krzyża kawalerskiego ze srebrnymi krawędziami i z kulkami na końcach ramion. Na ramionach pokrytych granatową emalią napis 5 KDZ. Między ramionami krzyża oksydowane orły Księstwa Krośnieńskiego mające na piersi półksiężyc i krzyż. W centrum odznaki tarcza herbowa o czarnym obramowaniu, wypełniona żółtą emalią, na którą nałożono sylwetkę żubra w kolorze brązowym.
Odznaka o wymiarach 42x42 mm, zaprojektował Zbigniew Góralewicz, Zbigniew Matuszczyk i Jeremiasz Sliwiec. Wykonana w pracowni grawerskiej Andrzeja Panasiuka w Warszawie. Pierwsze odznaki wręczono 15 września 1993.

## Struktura organizacyjna
- dowództwo i sztab - Komorów 2
- 73 pułk zmechanizowany Ułanów Karpackich - Gubin
- 89 pułk zmechanizowany / 102 pułk zmechanizowany - Komorów 1, potem Opole i dalej w składzie 10 DZ
- 13 pułk zmechanizowany - Kożuchów
- 5 pułk artylerii - Sulechów
- 5 Kresowy pułk artylerii przeciwlotniczej - Komorów 3
- 6 Kresowy batalion rozpoznawczy - Komorów 1
- 5 Kresowy batalion saperów - Krosno Odrzańskie
- 5 batalion dowodzenia - Komorów 2
- 5 batalion zaopatrzenia - Komorów 3
- 5 batalion remontowy - Komorów 2
- 5 batalion medyczny - Komorów 1
- 60 kompania przeciwchemiczna w Gubinie[a]
- orkiestra dywizyjna - Komorów 2

## Żołnierze dywizji
Dowódcy dywizji :
- płk dypl. Zbigniew Jabłoński (1990 – 1992)
- płk dypl. Antoni Tkacz (1992 – 1993)
- gen. bryg. Zbigniew Jabłoński (1993 – 1996)
- płk dypl. Mieczysław Stachowiak (1996 – 1997)
- p.o. płk dypl. Lech Kamiński (1997 – 1998)

## Przekształcenia
19 Dywizja Zmechanizowana → 19 Dywizja Pancerna → 5 Saska Dywizja Pancerna → 5 Kresowa Dywizja Zmechanizowana → 5 Kresowa Brygada Zmechanizowana